# Vadim Sorokine (homme d'affaires)
Pour les articles homonymes, voir Sorokine.
Vadim Nikolaïevitch Sorokine (en russe : Вадим Николаевич Сорокин, né le 13 juin 1956 à Pavlovo) est un homme d’affaires, un ingénieur en mécanique et un inventeur russe. Il occupe les postes de président et de directeur général du groupe GAZ.

## Formation
Il est né le 13 juin 1956 à Pavlovo, dans l'oblast de Nijni Novgorod. 
En 1975, il est diplômé du collège technique de mécanique automobile de Pavlovo. En 1983, il est diplômé de l'Institut polytechnique de Gorki avec une majeure en ingénierie des technologies, de la machinerie et des instruments. En 1995, il suit des cours à Ingersoll-Rand. Il possède également un MBA de la Harvard Business School. 

## Carrière
En 1978, il commence à travailler comme ingénieur concepteur au sein du bureau de conception Mechinstrument. Il devient directeur de Mechinstrument en 1986, puis PDG de l’entreprise Mechsborka en 1991.  
En 1993, il devient directeur général adjoint, et directeur général d'Instrum-Rand, entreprise commune russo-américaine basée sur Mechinstrument. Plus tard, il transforme en société par actions publique Ingersoll Rand, filiale russe d'Ingersoll-Rand, société transnationale américaine.  
En 1996, il devient PDG de la société par actions privée Instrum-Rand (Pavlovo, Oblast de Nijni Novgorod). 
Du 27 novembre 2002 au 6 août 2009, Sorokin est PDG de la société par actions Mechsborka.  
En 2008, il rejoint le groupe GAZ en tant que premier suppléant du président du conseil d'administration. En 2009, il passe responsable du département des véhicules utilitaires légers et des voitures particulières du groupe GAZ, où il met au point de nouveaux modèles de voitures GAZ. 
En 2010, il est nommé responsable de la stratégie de développement . 
Le 31 décembre 2013, Sorokine est nommé président et chef de la direction de Gaz Group,. Il lance la production de voitures de nouvelle génération, basées sur des techniques de production modernes et il élargit la zone géographique de vente. De nouveaux modèles d'exportation pour les pays voisins et au-delà sont créés. 

### Brevets
En tant qu'inventeur, Sorokine détient 31 brevets.  

## Prix
- Certificat d'honneur présidentiel de la fédération de Russie (2018) [9]

## Vie privée
Sorokine est mariée et a une fille.  

## Sources
- Biographie sur le site du groupe GAZ
- Portrait de presse de Sorokin via Yandex
- "2009 год может показаться цветочками". Президент группы ГАЗ Вадим Сорокин о кризисе в автопроме (ru)